# Belle fille de Salins
Belle fille de Salins est une variété de pomme.

## Origine
Elle est originaire de Salins-les-Bains dans le Jura, obtenue par Pierre Baron au début du XXe siècle. Cette variété de pomme s'est depuis répandue en Suisse, en Franche-Comté, en Alsace et dans les Vosges.

## Description

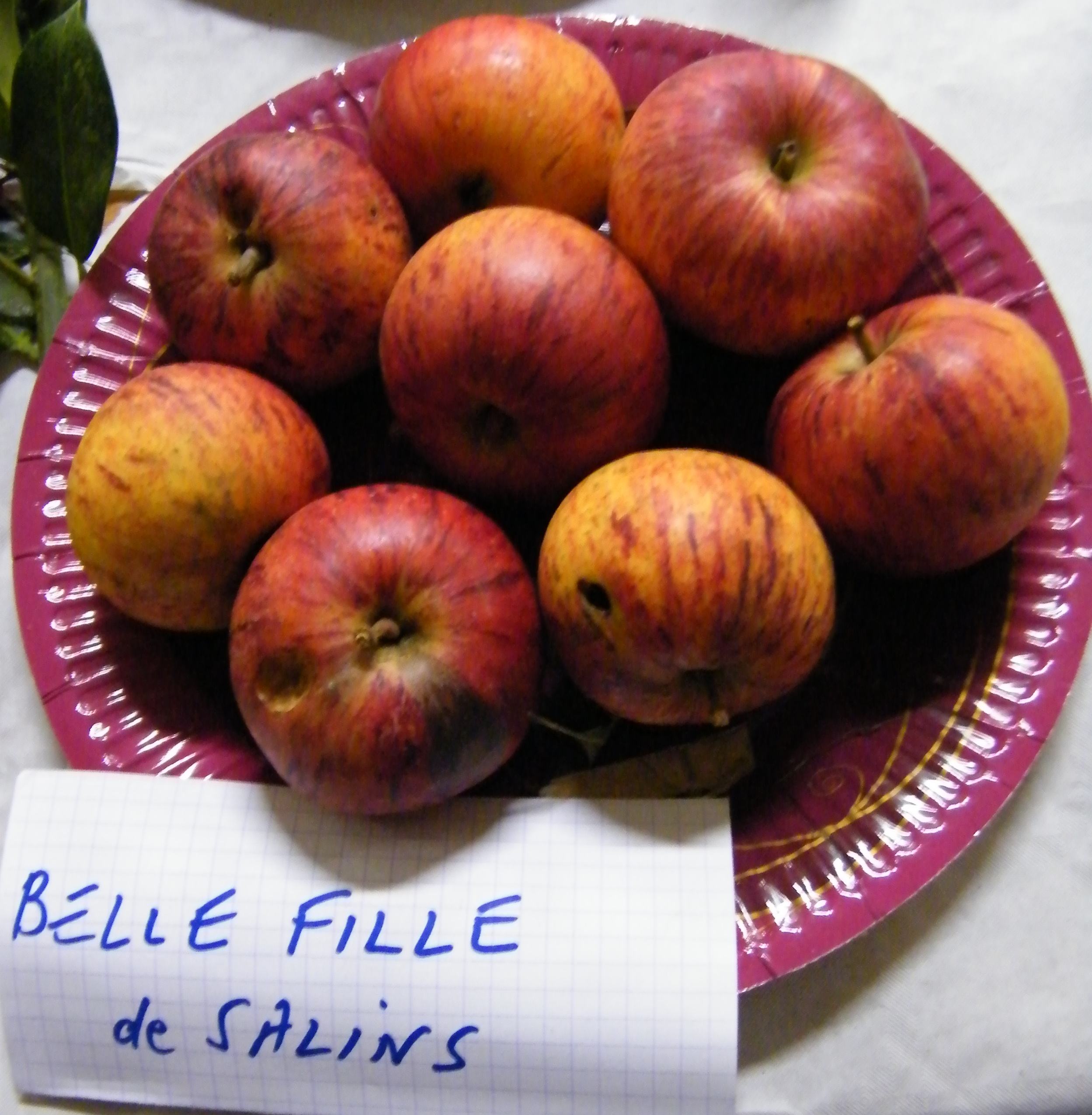
Belle fille de Salins.

Cette pomme, petite à moyenne (diamètre d'environ cinq centimètres) a une peau jaune paille lavée de  rouge clair, striée de rouge. La chair est blanche, fine et croquante, très juteuse, sans acidité et très parfumée avec un léger parfum d'amande.

## Culture
Le démarrage très tardif de cette variété en fait une variété adaptée aux régions à printemps froid, notamment les régions de moyenne montagne. Cette variété est de plus résistante à la tavelure du pommier. Elle est habituellement conduite en haute tige où elle présente une alternance assez marquée.
La variété est fameuse à tous points de vue (goût, résistance aux maladies et très longue conservation).
Chaque année, à l'automne, une fête consacrée à cette variété a lieu à La Chapelle-sur-Furieuse, commune proche de Salins,.

## Synonymes
Citron (dans le Haut-Doubs).